# The Cure for Happiness
The Cure for Happiness šesti je studijski album hrvatskog gothic metal-sastava Ashes You Leave. Album je 29. studenog 2012. godine objavila diskografska kuća Rock'n'Growl.

## Popis pjesama
| 1.    | »Devil in Disguise«            | 6:43 |
| 2.    | »Only Ashes You Leave«         | 5:56 |
| 3.    | »For the Heart, Soul and Mind« | 5:01 |
| 4.    | »The Ever-Changing«            | 6:54 |
| 5.    | »Meant to Stray«               | 5:46 |
| 6.    | »Summer's End«                 | 7:37 |
| 7.    | »Reality Sad«                  | 4:54 |
| 8.    | »The Cure« (instrumental)      | 1:36 |
| 9.    | »...for Happiness«             | 6:08 |
| 50:35 |                                |      |

## Zasluge
Ashes You Leave
- Berislav "Bero" Poje – vokali, solo gitara
- Marta Batinić – violina
- Luka Petrović – vokali, bas-gitara
- Matija Rempešić – gitara
- Saša Vukosav – bubnjevi
- Giada "Jade" Etro – vokali

Dodatni glazbenici
- Ana Torić – flauta
- Darko Terlević – klavijature

Ostalo osoblje
- Matej Zec – produkcija